# Meister des Zweder van Culemborg

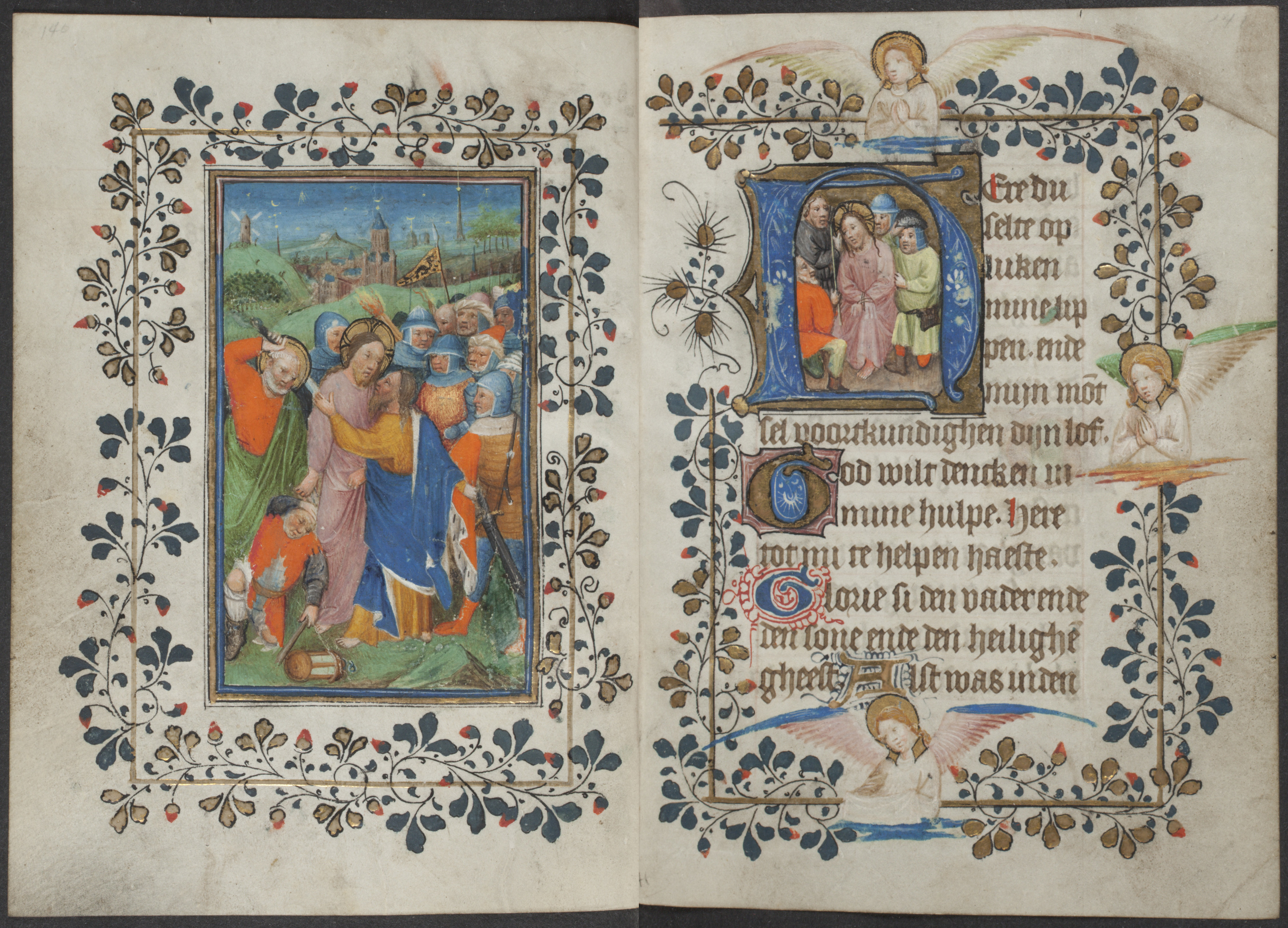
Miniatur und Initiale in einem Stundenbuch aus der Werkstatt des Meisters des Zweder van Culemborg - KB 79 K 2. Hier wird um 1435/40 der neue Stil des Jan van Eyck rezipiert.

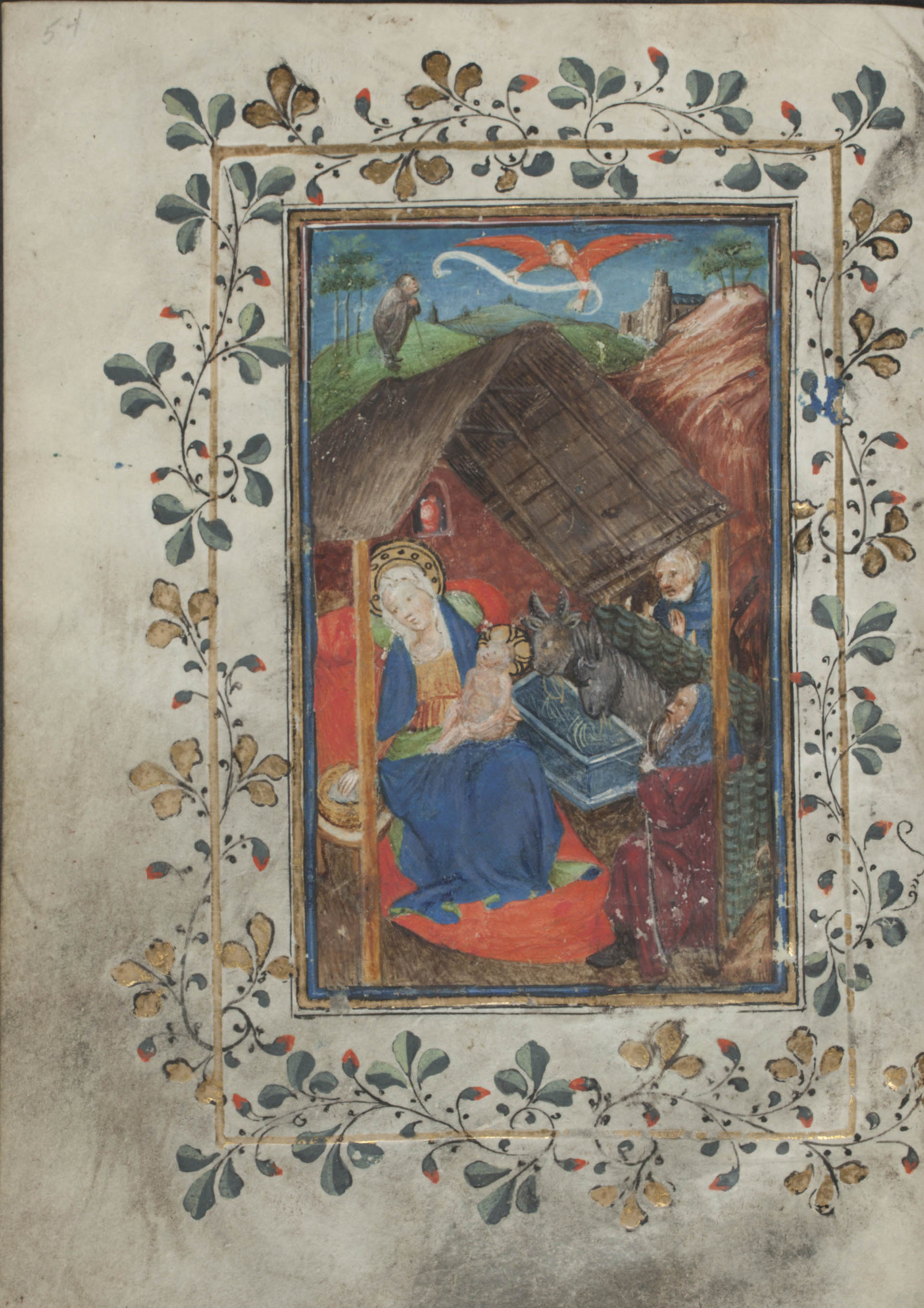
Stundenbuch des Meisters des Zweder van Culemborg - KB 79 K 2 (um 1435/40)

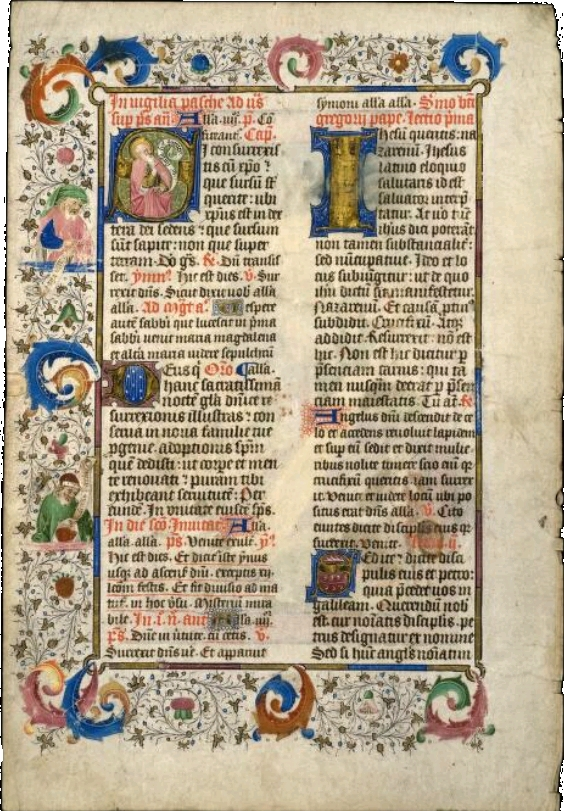
Eine Seite des Egmond Breviers (Universiteitsbibliotheek Utrecht Hs. 12. C.17)

Der Meister des Zweder van Culemborg ist der Notname für eine Gruppe niederländischer Buchmaler des 15. Jahrhunderts, die zwischen etwa 1415 und 1440 in Utrecht tätig waren und dort einen neuen Stil prägten.
Der Name Meister des Zweder van Culemborg war ursprünglich für einen unabhängigen Meister gedacht war und bezieht sich auf ein Messbuch, das um 1425/30 von dem Bischof von Utrecht, Zweder van Culemborg, in Auftrag gegeben wurde und sich heute an der Philosophisch-Theologischen Hochschule in Brixen befindet (Brixen, Biblioteca del Seminario Maggiore ms. C. 20). In älterer Literatur wird der Maler auch als Meister Pancracius angesprochen.
Der Stil dieser Gruppe von Buchmalern dominierte die Kunst der Buchillumination in den nördlichen Niederlanden in den Jahren zwischen 1420 und 1440. Es wurden dabei zunächst um 1420 Anregungen aus dem künstlerischen Zentrum Paris von Jacquemart de Hesdin, den Brüdern Limburg und dem Boucicaut-Meister verarbeitet.
Ab etwa 1430/35 treten hinzu die bildlichen Kompositionen und Neuerung des damals in Brügge tätigen Jan van Eyck. Dies kommt in dem Interesse an atmosphärischen Erscheinungen und an Lichtphänomenen und einer sich in die Tiefe erstreckenden Landschaft zum Ausdruck, wie in dem Egmond Brevier Ms. M. 87 und dem Stundenbuch KB 79 K 2 in Den Haag. Dass der neue Stil auch zeitgenössisch sehr geschätzt wurde, zeigen die bedeutenden Auftraggeber wie Arnold von Egmond.

## Zugeschriebene Werke
- Missale des Johan van de Zande (ca. 1415), Stedelijk Museum Zwolle (Zwolle)
- Brixener Missale (namensgebendes Missale des Zweder van Culemborg)(ca.1425/1430), Brixen, Biblioteca del Seminario Maggiore, ms. C. 20
- Hoya-Missale Ms 41 (1420–1430), Universitätsbibliothek (Münster)[2]
- Stundenbuch MS W. 188 (1420–1430), Walters Art Museum (Baltimore)
- Stundenbuch MS 133 M 131 (1420–1430), Koninklijke Bibliotheek (Den Haag)
- Stundenbuch MS 96 G 12 (1420–1430), Gemeentebibliotheek (Rotterdam)
- Stundenbuch in Privatbesitz  (1425–1430), geveild bij Sotheby's in Londen op 6 juli 2000, lot 72
- Stundenbuch signatuur Hs. 16 B 8 (1425–1430) in Universiteitsbibliotheek (Utrecht)
- Stundenbuch Hs. 1037 (ca. 1430), Universiteitsbibliotheek (Utrecht)
- Stundenbuch (ca. 1430), privécollectie, geveild bij Sotheby's in London op 3 december 2008, lot 36
- Missale des Eberhard von Greiffenklau (1430–1435) Baltimore, Walters Art Museum, MS W. 174
- Stundenbuch KB 79 K 2 (1430–1435), Koninklijke Bibliotheek (Den Haag)
- Stundenbuch MS W. 168 (1435–1440), Walters Art Museum (Baltimore)
- Egmond Brevier Ms. M. 87 (1435–1440), Pierpont Morgan Library (New York) mit Einzelblättern in:
- London, British Library, Ms. Ad 30.339 n°3;
- Cambridge, Fitzwilliam Museum, Ms. 1–1960;
- Utrecht, Universiteitsbibliotheek, Hs. 12 C 17.
- Stundenbuch Ms. James 141 (1430–1435), Fitzwilliam Museum (Cambridge)
- Confessiones Hs. 41, (ca.1425–1440), Augustinus von Hippo, Universiteitsbibliotheek (Utrecht)